# بريان إنغهام
بريان إنغهام (بالإنجليزية: Bryan Ingham)‏ هو نقاش ‏ ورسام بريطاني، ولد في 11 يونيو 1936، وتوفي في 22 سبتمبر 1997.